# Clint Hurdle
Clinton Merrick Hurdle (ur. 30 lipca 1957) – amerykański baseballista, który występował na pozycji zapolowego, od sezonu 2011 menadżer Pittsburgh Pirates.

## Kariera zawodnicza
W czerwcu 1975 został wybrany w pierwszej rundzie draftu z numerem dziewiątym przez Kansas City Royals i początkowo grał w klubach farmerskich tego zespołu, najwyżej na poziomie Triple-A w Omaha Royals. W Major League Baseball zadebiutował 18 września 1977 w meczu przeciwko Seattle Mariners, w którym zdobył dwupunktowego home runa. W grudniu 1981 w ramach wymiany zawodników przeszedł do Cincinnati Reds. Grał jeszcze w New York Mets, St. Louis Cardinals i ponownie w Mets, w którym zakończył zawodniczą karierę.

## Kariera szkoleniowa
W 1988 dołączył do sztabu szkoleniowego organizacji New York Mets i jako menadżer prowadził St. Lucie Mets (poziom Class A), następnie Jackson Mets (1990) i Williamsport Bills (1991) z Double-A oraz Tidewater/Norfolk Tides (1992–1993) z Triple-A. W latach 1994–1996 był trenerem pałkarzy w organizacji Colorado Rockies, zaś w sezonach 1997 i 1998 trenerem pierwszej bazy w tym klubie. 2 kwietnia 2002 został mianowany menadżerem Colorado Rockies, którego poprowadził do mistrzostwa National League w 2007 roku. 29 maja 2009 został zwolniony z tej funkcji. W sezonie 2010 był trenerem pałkarzy w Texas Rangers.
15 listopada 2010 został menadżerem Pittsburgh Pirates, którego w 2013 poprowadził do pierwszego od 21 lat awansu do play-off. W tym samym roku został wybrany najlepszym menadżerem w National League.

## Nagrody i wyróżnienia
| Nagroda/wyróżnienie    | Lata | Źródło |
| NL Manager of the Year | 2013 | [ 3 ]  |

## Statystyki menadżerskie
Stan na koniec sezonu 2018
| Sezon              | Klub               | Liga               | Mecze | Zwycięstwa | Porażki | Proc. zw. i por. |
| ------------------ | ------------------ | ------------------ | ----- | ---------- | ------- | ---------------- |
| 2002–2009          | Colorado Rockies   | NL                 | 1159  | 534        | 625     | 0,461            |
| 2011–              | Pittsburgh Pirates | NL                 | 1295  | 666        | 628     | 0,515            |
| Łącznie w karierze | Łącznie w karierze | Łącznie w karierze | 2454  | 1200       | 1253    | 0,489            |